# Le Souffle des dieux (film, 1920)
Pour les articles homonymes, voir Le Souffle des dieux.
Pour plus de détails, voir Fiche technique et Distribution.
Le Souffle des dieux (The Breath of the Gods) est un film américain réalisé par Rollin S. Sturgeon, sorti en 1920.

## Synopsis
Alors qu'elle fait ses études à Washington, D.C., Yuki Onda, la fille d'un samouraï japonais, rencontre Pierre Le Beau, un attaché d'ambassade, et tombe amoureuse de lui. Lorsque la guerre russo-japonaise éclate, Pierre est envoyé au Japon comme attaché de l'ambassadeur d'Australie. Lorsque le père de Yuki découvre que sa fille est amoureuse d'un étranger, il se met en colère et la fiance au Prince Hagane pour des raisons politiques. Yuki, en fille obéissante, accepte ce mariage. Lors d'une rencontre politique, son mari ordonne à Yuki de faire en sorte que personne n'entre dans la maison. Pierre arrive, à moitié fou de fièvre et avec l'envie de revoir son amour. Pour se venger, il vole un important document à Hagane, qui, croyant que sa femme l'a déshonoré, accepte d'échanger Yuki contre la restitution du document. Accablée de chagrin et luttant contre son amour pour Pierre, Yuki se suicide, et c'est son corps sans vie qu'Hagane rend à son véritable amour. 

## Fiche technique
- Titre : Le Souffle des dieux
- Titre original : The Breath of the Gods
- Réalisation : Rollin S. Sturgeon
- Scénario : Charles Wilson Jr., d'après le roman The Breath of God de Sidney McCall
- Direction artistique : Corley Z. Ito
- Photographie : Alfred Gosden
- Production : Carl Laemmle[1], Corley Z. Ito[2]
- Société de production : Universal Film Manufacturing Company
- Société de distribution : The Universal Film Manufacturing Company
- Pays de production :  États-Unis
- Langue originale : anglais
- Format : noir et blanc — 35 mm — 1,37:1 — Film muet
- Genre : drame
- Durée : 60 minutes - 6 bobines
- Dates de sortie : 
  - États-Unis : 25 juillet 1920
  - France : 12 août 1922
- Licence : domaine public

## Distribution
- Tsuru Aoki : Yuki Onda
- Stanhope Wheatcroft : Pierre Le Beau
- Arthur Edmund Carewe : Prince Hagane
- Pat O'Malley : T. Caraway Dodge
- Barney Sherry : Sénateur Todd
- Marion Skinner : Mme Todd
- Ethel Shannon : Gwendolyn
- Missao Seki : le père de Yuki
- Mai Wells : la mère de Yuki
- Paul Weigel : Comte Ronsard